# Várting
Várting ist färöisch und bedeutet Frühjahrs-Thing. Es wird auch heimating genannt (Heim-Thing). Das waren von der Wikingerzeit auf den Färöern bis 1896 lokale Things in jeder Sýsla (Bezirk). Spätestens seit der Reformation auf den Färöern erhielten sie feste Stätten.
Sie stellten die untergeordnete Gerichtsbarkeit dar, während das Løgting oberstes Gericht war. 
Es ist unklar, wie viele lokale Thingstätten anfangs existierten, aber später waren es sechs, entsprechend den Sysseln:
- auf Vágar bei Miðvágur (á Ryggi)
- auf Streymoy bei Kollafjørður (við Sjógv)
- auf Eysturoy bei Selatrað
- auf den Nordinseln in Vágur (heute Klaksvík) auf Borðoy
- auf Sandoy in Sandur (í Trøðum)
- auf Suðuroy in Øravík (1812-1872 in Hvalba).

Neben diesem Frühjahrsthing gab es manchmal auch ein Herbstthing. Things wurden in der oben genannten Reihenfolge abgehalten, wobei Miðvágur an jedem 1. März den Anfang machte. Die Einberufung eines solchen Things ging von Dorf zu Dorf, wurde von den Bewohnern nach altem Brauch mit großem Interesse entgegengenommen, und hieß Tingakrossur (vgl. die gleichnamige Zeitschrift im 20. Jh.).
Zum Várting selbst versammelten sich ursprünglich alle freien Männer eines Tingbezirks. Ab der Gesetzesreform des norwegischen Königs Magnus Lógbøtari von 1274 war geregelt, dass der Løgmaður bzw. der örtliche Sýslumaður (Sysselmann) den Vorsitz führte. Die sechs Vártings waren mit jeweils sechs ernannten Løgrættumenn im zentralen Løgting vertreten, das damals nur einmal jährlich zur Ólavsøka zusammentrat, später einmal im Monat. Die Løgrættumenn mussten einen Eid schwören, dass sie nach Gottes Willen und ihrem eigenen Gewissen urteilen. Die jährliche Zusammenkunft des Løgtings zur Ólavsøka bedingte, dass die Vártings in dem Zeitraum zwischen März und Juli abgehalten werden mussten, zumal das Løgting deren Berufungsinstanz war.
Im 16. Jahrhundert verlor der örtliche Sysselman den Vorsitz, der nun an den Fúti (Landvoigt) überging. In Vertretung des Landvoigts konnten aber weiterhin auch die Sysselmänner den Vártings vorstehen.